# 鄧至
鄧至，又稱鄧至羌、白水羌，是中國南北朝時期的一個羌族所建立的政權，其地在仇池以西，宕昌以南，相當於今中國四川省北部，都城鄧至城（今中國四川省九寨溝縣西），首領姓「像」，史籍第一位有記載的首領是像舒治。
根據《周書》記載鄧至「有像舒治者，世為白水酋帥，自稱王焉」；又《魏書》記載「其王像舒治遣使內附，高祖（北魏孝文帝）拜龍驤將軍、鄧至王，遣貢不絕。」
另《梁書》則記載鄧至把帽子稱作「突何」，衣服與宕昌相同。各史籍也都記載鄧至的風俗習慣和宕昌一樣。
《周書》並載鄧至自像舒治十一傳至像檐桁，西魏恭帝元年（554年），像檐桁失去政權，投奔西魏，西魏太師宇文泰派兵護送他回去復位。其後事史籍未載，不久北周代西魏後，在其地設立鄧州，鄧至最晚應在此時滅亡。

## 鄧至君主列表
| 姓名   | 在位時间      |
| ------ | ------------- |
| 像舒治 |               |
| 像屈耽 | 约424年—453年 |
| 像舒彭 | 约479年—509年 |
| 像覽蹄 | 509年—?年     |
| 像檐桁 | ?年—554年     |

## 延伸阅读
[在维基数据编辑]
 《梁書/卷54》，出自姚思廉《梁書》
 《魏書·卷101》，出自魏收《魏书》
 《周書·卷49》，出自令狐德棻《周書》
 《南史·卷79》，出自李延壽《南史》
 《北史/卷096》，出自李延壽《北史》